# Lancrans
Lancrans korábbi község (település)  Franciaországban, Ain megyében. 2019. január 1-jén Bellegarde-sur-Valserine és Châtillon-en-Michaille  községgel egyesült és Valserhône új község része lett.
Lakosainak száma 1058 fő (2018. január 1.). Lancrans Bellegarde-sur-Valserine, Châtillon-en-Michaille, Collonges, Confort, Chézery és Coupy községekkel határos.

## Népesség
A település népességének változása:
| Lakosok száma | 872  | 836  | 752  | 935  | 1005 | 1046 | 1030 | 1050 | 1054 | 1058 |
|               | 1968 | 1975 | 1982 | 1999 | 2006 | 2011 | 2013 | 2016 | 2017 | 2018 |